# USS Miller (DD-535)
USS Miller (DD-535) là một tàu khu trục lớp Fletcher được Hải quân Hoa Kỳ chế tạo trong Chiến tranh Thế giới thứ hai. Nó là chiếc tàu chiến thứ hai của Hải quân Mỹ được đặt cái tên này, và là chiếc duy nhất được đặt theo tên James Miller (1836-1919), hạ sĩ quan từng tham gia cuộc Nội chiến Hoa Kỳ và từng được trao tặng Huân chương Danh dự. Nó được cho xuất biên chế không lâu sau khi Thế Chiến II kết thúc, tái biên chế trở lại năm 1951 và tiếp tục hoạt động trong Chiến tranh Triều Tiên và Chiến tranh Lạnh, cho đến khi ngừng hoạt động năm 1964, rút đăng bạ năm 1974 và bị bán để tháo dỡ năm 1975.

## Thiết kế và chế tạo
Miller được đặt lườn tại xưởng tàu của hãng Bethlehem Shipbuilding Corporation, ở San Francisco, California vào ngày 18 tháng 8 năm 1942. Nó được hạ thủy vào ngày 15 tháng 2 năm 1943; được đỡ đầu bởi bà William P. Upshur; và nhập biên chế vào ngày 31 tháng 8 năm 1943 dưới quyền chỉ huy của Hạm trưởng, Trung tá Hải quân T. H. Kolberg.

## Lịch sử hoạt động

### 1944
Được phân công về Hải đội Khu trục 52 Hạm đội Thái Bình Dương trong suốt Thế Chiến II, Miller khởi hành vào ngày 20 tháng 11 năm 1943 để đi Trân Châu Cảng. Tại đây, nó thực hành tập trận cho đến ngày 22 tháng 1 năm 1944, bị ngắt quãng bởi một chuyến đi hộ tống đến Makin. Vào ngày 23 tháng 1, nó lên đường cùng Lực lượng Đặc nhiệm 51 hướng sang phía Tây, và trong một tháng tiếp theo đã hộ tống và bắn pháo hỗ trợ trong khi lực lượng này tấn công để chiếm đóng Kwajalein và Eniwetok. Nó lên đường vào ngày 24 tháng 2 để đi Majuro, nơi nó gia nhập Lực lượng Đặc nhiệm 58, lực lượng tàu sân bay nhanh lúc này trực thuộc Đệ Ngũ hạm đội, sau là Lực lượng Đặc nhiệm 38 trực thuộc Đệ Tam hạm đội, là đơn vị nó phục vụ cho đến hết chiến tranh.
Miller nằm trong thành phần lực lượng tàu khu trục bảo vệ vòng ngoài cho một lực lượng, bao gồm tàu sân bay được tăng cường thêm thiết giáp hạm và tàu tuần dương, đã rời Majuro vào ngày 22 tháng 3. Và sau khi hoàn thành nhiệm vụ tấn công lên Palau, Yap, Ulithi và Woleai từ ngày 29 tháng 3 đến ngày 1 tháng 4, lực lượng quay trở về Majuro một thời gian ngắn trước khi hướng đến New Guinea nơi họ hỗ trợ cho lực lượng Lục quân bằng các cuộc bắn phá xuống Hollandia, Wakde, Sewar và Sarmi trong các ngày 21-22 tháng 4, và xuống Truk, Satawan và Ponape từ ngày 29 tháng 4 đến ngày 1 tháng 5. Sau đó lực lượng tấn công các đảo Marcus và Wake từ ngày 19 tháng 5 đến ngày 23 tháng 5, rồi chuẩn bị cho Chiến dịch quần đảo Mariana.
Vào ngày 6 tháng 6, lực lượng đặc nhiệm tàu sân bay lại khởi hành từ Majuro. Từ ngày 11 đến ngày 17 tháng 6, máy bay và tàu chiến của lực lượng trải rộng hoạt động khắp từ quần đảo Volcano và quần đảo Bonin cho đến cực Nam quần đảo Mariana, hỗ trợ cho việc chiếm đóng Saipan cũng như ngăn cản phía Nhật Bản tăng viện cho hòn đảo bị bao vây này cũng như cho mục tiêu tiếp theo, Guam. Vào ngày 17 tháng 6, sau khi bảo vệ cho các tàu sân bay tiến hành không kích Saipan, Tinian, Rota và Guam, Miller nhận được tin tức về việc Hạm đội Liên hợp Nhật Bản đang tiến đến từ phía Philippines. Vào ngày 18 tháng 6, nó tiếp tục bảo vệ cho lực lượng tấn công, chờ đợi kết quả cuộc đụng độ giữa hai hạm đội hùng mạnh. Nó tháp tùng ở phía đuôi bên mạn phải tàu sân bay Bunker Hill (CV-17) vào ngày 19 tháng 6, khi máy bay ném bom bổ nhào Nhật Bản tấn công, mở màn Trận chiến biển Philippine. Trong trận chiến diễn ra hai ngày tiếp theo, vốn đã hầu như tiêu diệt không lực tàu sân bay của Hải quân Nhật Bản, chiếc tàu khu trục tiếp tục hộ tống cho chiếc tàu sân bay, bắn rơi một máy bay đối phương và gây hư hại cho một chiếc khác.
Sau một đợt bảo trì ngắn tại Eniwetok, Miller lên đường để gặp gỡ phần còn lại của lực lượng đặc nhiệm cho các cuộc không kích tiếp theo xuống Iwo Jima và Chichi Jima vào các ngày 3 và 4 tháng 7, rồi xuống Palau, Ulithi và Yap từ ngày 23 đến ngày 27 tháng 7. Vào ngày 30 tháng 8, lực lượng lên đường để hỗ trợ cho cuộc đổ bộ tại quần đảo Palau, tiến hành không kích xuống Palau, Mindanao, Leyte, Luzon và Samar từ ngày 7 đến ngày 24 tháng 9. Hoạt động từ Ulithi trong tháng 10, lực lượng đặc nhiệm chuẩn bị cho việc quay trở lại tái chiếm Philippines, không kích các căn cứ và tàu bè đối phương tại quần đảo Ryūkyū, Đài Loan và Biển Đông. Vào ngày 20 tháng 10, họ hỗ trợ các hoạt động đổ bộ lên Leyte và Samar. Năm ngày sau, Miller tham gia thành phần hộ tống cho Đội đặc nhiệm 34.5, lúc này đang phối hợp hoạt động cùng Đội đặc nhiệm 38.2; họ lên đường hỗ trợ cho Lực lượng Đặc nhiệm 77, vốn đã đối đầu một lực lượng tàu nổi đối phương trong Trận chiến eo biển Surigao, màn mở đầu của trận Hải chiến vịnh Leyte.
Ngay sau nữa đêm, đang khi tuần tra tại khu vực phía Đông eo biển San Bernardino, Đội đặc nhiệm 34.5 phát hiện một tàu khu trục đối phương. Sau các đợt bắn pháo qua lại, Miller cùng tàu khu trục Owen (DD-536) đã tiếp cận để tiêu diệt mục tiêu, một nhiệm vụ hoàn tất chỉ trong vòng 20 phút.
Miller sau đó gia nhập trở lại Lực lượng Đặc nhiệm 38, tiếp nối các hoạt động không lực tại khu vực Philippines. Lực lượng tiến hành không kích các căn cứ không quân đối phương ở Luzon, Leyte và Samar cho đến tháng 11, lần đầu tiên phải đối đầu với một chiến thuật mới của Nhật Bản vào ngày 19 tháng 11: tấn công cảm tử kiểu Kamikaze. Sáu ngày sau, nhiều máy bay tự sát đối phương vượt qua được hàng rào ngăn chặn của máy bay tiêm kích và tàu khu trục, đâm trúng các tàu sân bay Hancock (CV-19), Intrepid (CV-11) và Essex (CV-9). Chỉ với thiệt hại nhẹ ngoại trừ Intrepid, lực lượng rút lui về Ulithi. Từ căn cứ này, lực lượng đặc nhiệm lại khởi hành vào ngày 11 tháng 12 để hỗ trợ cho cuộc đổ bộ lên Mindoro và khống chế không lực Nhật Bản. Tiếp theo là một đợt không kích khác xuống Đài Loan trước khi quay trở lại Philippines hỗ trợ cho chiến dịch đổ bộ lên vịnh Lingayen.

### 1945
Sau cuộc đổ bộ lên Luzon, lực lượng đặc nhiệm tăng cường các hoạt động tại Biển Đông và biển Hoa Đông. Họ liên tục không kích các căn cứ đối phương suốt từ Sài Gòn ở Đông Dương thuộc Pháp cho đến quần đảo Ryūkyū, cũng như thường xuyên đi lên phía Bắc tấn công các trung tâm công nghiệp tại chính quốc Nhật Bản. Vào các ngày từ 19 đến 21 tháng 2 năm 1945, lực lượng hỗ trợ cho cuộc đổ bộ lên Iwo Jima, rồi đi về phía Tây để không kích Tokyo. Đến ngày 1 tháng 3, họ bắt đầu các chiến dịch không kích tăng cường lên Ryūkyū và Nhật Bản, dọn đường cho lực lượng đổ bộ.
Tham gia các cuộc không kích xuống Okinawa, Kyūshū và Honshū, Miller đang ở cạnh Franklin (CV-13) khi chiếc tàu sân bay bị một máy bay ném bom bổ nhào đối phương ném trúng hai quả bom 500-pound vào ngày 19 tháng 3. Chiếc tàu khu trục đã tiếp cận chiếc tàu sân bay bị hư hại để giải cứu người sống sót và trợ giúp chữa cháy, và sau đó hộ tống nó rút lui. Hoạt động dũng cảm bất chấp các nguy hiểm rõ ràng đã khiến chiếc tàu khu trục được tặng danh hiệu Đơn vị Tưởng thưởng Hải quân.
Miller gia nhập trở lại các tàu sân bay nhanh vào ngày 8 tháng 4, khi chúng hỗ trợ trên không cho cuộc đổ bộ chiếm đóng Okinawa. Sang tháng 6, nó hộ tống các tàu sân bay và giải cứu các phi công trong các chiến dịch không kích xuống các trung tâm quân sự và công nghiệp từ phía Nam Ryūkyū cho đến Kyūshū. Vào ngày 20 tháng 6, nó được cho tách khỏi Lực lượng Đặc nhiệm 38, được lệnh quay trở về Hoa Kỳ để đại tu, và về đến Xưởng hải quân Mare Island vào ngày 9 tháng 7. Con tàu vẫn đang được sửa chữa khi chiến tranh kết thúc. Miller được cho xuất biên chế vào ngày 19 tháng 12 năm 1945 và được đưa về Hạm đội Dự bị Thái Bình Dương, neo đậu tại San Diego, California.

### 1951–1964
Miller được cho nhập biên chế trở lại vào ngày 19 tháng 5 năm 1951, gia nhập Hạm đội Đại Tây Dương và hoạt động từ cảng nhà mới ở Newport, Rhode Island. Vào ngày 6 tháng 9 năm 1952, nó rời vùng bờ Đông để đi sang Triều Tiên và chuyến đi vòng quanh thế giới, đi đến Sasebo, Nhật Bản vào ngày 11 tháng 10, rồi lên đường để hoạt động hỗ trợ hỏa lực và bắn pháo can thiệp cùng Lực lượng Đặc nhiệm 95 ngoài khơi bờ biển Triều Tiên. Hoạt động hầu như liên tục tại vùng chiến sự cho đến tháng 2 năm 1953, chiếc tàu khu trục còn phục vụ cùng Lực lượng Đặc nhiệm 77, hộ tống các tàu sân bay khi chúng hoạt động không kích xuống lực lượng mặt đất đối phương tại Bắc Triều Tiên. Chiếc tàu khu trục lên đường quay trở về nhà vào ngày 11 tháng 2 ngang qua Địa Trung Hải, và sau khi quay trở về Newport đã tiếp nối các hoạt động dọc bờ Đông xen kẻ với những lượt bố trí sang Địa Trung Hải. Vào năm 1958, đang khi phục vụ cùng Đệ Lục hạm đội, nó tham gia phản ứng nhanh cùng hạm đội trong vụ Khủng hoảng Li-băng 1958, đáp ứng yêu cầu của Tổng thống Camille Chamoun để ngăn ngừa một cuộc đảo chánh có thể xảy ra.
Miller được tách khỏi hoạt động của hạm đội thường trực vào năm 1959 để làm nhiệm vụ huấn luyện nhân sự Hải quân Dự bị tại Boston, Massachusetts từ ngày 9 tháng 3. Nó đã tham gia huấn luyện cho hơn 11.000 quân nhân dự bị, những người đã được Tổng thống John F. Kennedy động viên trong vụ Khủng hoảng Berlin vào tháng 10 năm 1961. Đến ngày 30 tháng 3 năm 1964, con tàu đi đến Norfolk, Virginia, nơi nó được cho xuất biên chế vào ngày 30 tháng 6 và đưa về lực lượng dự bị. Tên nó được cho rút khỏi danh sách Đăng bạ Hải quân vào ngày 1 tháng 12 năm 1974, và nó bị bán để tháo dỡ vào ngày 31 tháng 7 năm 1975.